# 王鎔 (正德進士)
王鎔（1498年—1556年），字時化，號東峪，浙江寧波府慈谿縣人，民籍，明朝政治人物。

## 生平
正德十一年（1516年）丙子科浙江鄉試第二十九名舉人。正德十二年（1517年）聯捷丁丑科會試第二百六名，登第二甲第一百名進士。吏部观政，授刑部主事，历升员外、郎中，遷南京兵部车驾司郎中，嘉靖十一年（1532年）二月出为雲南副使，十二年十二月因雲南巡撫顾应祥与巡按御史杨东互相攻讦一事，降为湖廣參議，升副使，又調，引年归。三十五年丙辰倭寇入县，王镕蹈火焚死。子兆中、兆衡因护卫父亲，俱死于火中。

## 家族
曾祖王潛；祖父王琯，封南京大理寺右評事；父王純，曾任都察院左僉都御史。母李氏（封孺人）。重庆下。兄王铎。弟王镒。